# Serie B 1999/2000
Soutěžní ročník Serie B 1999/00 byl 68. ročník druhé nejvyšší italské fotbalové ligy. Soutěž začala 29. srpna 1999 a skončila 11. června 2000. Účastnilo se jí 20 týmů, z toho se 12 kvalifikovalo z minulého ročníku, 4 ze Serie A a 4 ze třetí ligy. Nováčci ze třetí ligy jsou: Alzano 1909 Virescit FC, Fermana Calcio, AC Savoia 1908, AC Pistoiese.

## Tabulka
| Poř. | Tým                     | Z  | V  | R  | P  | VG | OG | B  |
| ---- | ----------------------- | -- | -- | -- | -- | -- | -- | -- |
| 1.   | Vicenza Calcio          | 38 | 20 | 7  | 11 | 69 | 45 | 67 |
| 2.   | Atalanta BC             | 38 | 17 | 12 | 9  | 51 | 34 | 63 |
| 3.   | Brescia Calcio          | 38 | 16 | 15 | 7  | 54 | 38 | 63 |
| 4.   | SSC Neapol              | 38 | 17 | 12 | 9  | 55 | 44 | 63 |
| 5.   | UC Sampdoria            | 38 | 17 | 11 | 10 | 45 | 40 | 62 |
| 6.   | Janov CFC               | 38 | 16 | 9  | 13 | 51 | 42 | 57 |
| 7.   | Salernitana Sport       | 38 | 14 | 10 | 14 | 55 | 61 | 52 |
| 8.   | FC Treviso              | 38 | 13 | 12 | 13 | 42 | 52 | 51 |
| 9.   | Empoli FC               | 38 | 13 | 12 | 13 | 42 | 52 | 51 |
| 10.  | Ternana Calcio          | 38 | 11 | 16 | 11 | 45 | 47 | 49 |
| 11.  | US Ravenna              | 38 | 11 | 15 | 12 | 41 | 39 | 48 |
| 12.  | Cosenza Calcio 1914     | 38 | 11 | 15 | 12 | 36 | 41 | 48 |
| 13.  | Pescara Calcio          | 38 | 10 | 17 | 11 | 62 | 55 | 47 |
| 14.  | Calcio Monza            | 38 | 9  | 20 | 9  | 45 | 46 | 47 |
| 15.  | AC ChievoVerona         | 38 | 11 | 14 | 13 | 48 | 53 | 47 |
| 16.  | AC Pistoiese 1 2        | 38 | 13 | 10 | 15 | 39 | 43 | 45 |
| 17.  | AC Cesena 2             | 38 | 8  | 21 | 9  | 47 | 45 | 45 |
| 18.  | Alzano 1909 Virescit FC | 38 | 10 | 12 | 16 | 39 | 51 | 42 |
| 19.  | AC Savoia 1908          | 38 | 6  | 11 | 21 | 36 | 62 | 29 |
| 20.  | Fermana Calcio          | 38 | 6  | 11 | 21 | 36 | 66 | 29 |

Poznámky
- Z = Odehrané zápasy; V = Vítězství; R = Remízy; P = Prohry; VG = Vstřelené góly; OG = Obdržené góly; B = Body
- za výhru 3 body, za remízu 1 bod, za prohru 0 bodů.
- 1  AC Pistoiese přišla během sezóny o 4 body.
- 2  AC Pistoiese a AC Cesena sehráli dvě utkání (3:1 a 0:1) o setrvání v Serii B.

|  | Postup do Serie A 2000/01  |
|  | Sestup do Serie C1 2000/01 |

## Střelecká listina
| P. | Nár    | Hráč                | Tým               | Branky |
| -- | ------ | ------------------- | ----------------- | ------ |
| 1. | Itálie | Cosimo Francioso    | Janov CFC         | 24     |
| 2. | Itálie | David Di Michele    | Salernitana Sport | 23     |
| 3. | Itálie | Stefan Schwoch      | SSC Neapol        | 22     |
| 4. | Itálie | Dario Hübner        | Brescia Calcio    | 21     |
| 4. | Itálie | Gianni Comandini    | Vicenza Calcio    | 21     |
| 6. | Itálie | Luca Saudati        | Empoli FC         | 18     |
| 7. | Itálie | Nicola Caccia       | Atalanta BC       | 16     |
| 7. | Itálie | Stefano Ghirardello | AC Savoia 1908    | 16     |
| 7. | Itálie | Massimo Marazzina   | AC ChievoVerona   | 16     |
| 7. | Itálie | Carlo Taldo         | AC Cesena         | 16     |
| 7. | Itálie | Luigi Beghetto      | FC Treviso        | 16     |